# Piero Sicoli
| Asteroides descubiertos: 41 | Asteroides descubiertos: 41 | Asteroides descubiertos: 41 |
| --- | --------------------------- | --------------------------- |
| (6882) Sormano | 5 de febrero de 1995        | [6]                         |
| (8106) Carpino | 23 de diciembre de 1994     | [3]                         |
| (8208) Volta | 28 de febrero de 1995       | [5]                         |
| (8209) Toscanelli | 28 de febrero de 1995       | [5]                         |
| (8935) Beccaria | 11 de enero de 1997         | [3]                         |
| (9111) Matarazzo | 28 de enero de 1997         | [2]                         |
| (9115) Battisti | 27 de febrero de 1997       | [2]                         |
| (10387) Bepicolombo | 18 de octubre de 1996       | [2]                         |
| (11145) Emanuelli | 29 de agosto de 1997        | [4]                         |
| (11652) Johnbrownlee | 7 de febrero de 1997        | [2]                         |
| (11379) Alefranz | 29 de agosto de 1997        | [4]                         |
| (11970) Palitzsch | 4 de octubre de 1994        | [5]                         |
| (12410) 1995 SM3 | 26 de septiembre de 1995    | [5]                         |
| (13158) 1995 UE | 17 de octubre de 1995       | [5]                         |
| (14024) Procol Harum | 9 de septiembre de 1994     | [5]                         |
| (14103) 1997 TC | 1 de octubre de 1997        | [1]                         |
| (15379) Alefranz | 29 de agosto de 1997        | [4]                         |
| (16749) 1996 QE | 16 de agosto de 1996        | [6]                         |
| (17614) 1995 UT7 | 27 de octubre de 1995       | [4]                         |
| (18556) Battiato | 7 de febrero de 1997        | [2]                         |
| (19398) 1998 EM8 | 2 de marzo de 1998          | [5]                         |
| (22500) 1997 OJ | 26 de julio de 1997         | [1]                         |
| (26197) Bormio | 31 de marzo de 1997         | [2]                         |
| (31244) 1998 DG11 | 19 de febrero de 1998       | [1]                         |
| (32931) 1995 SY4 | 26 de septiembre de 1995    | [5]                         |
| (32944) Gussalli | 19 de noviembre de 1995     | [2]                         |
| (33049) 1997 UF5 | 25 de octubre de 1997       | [1]                         |
| (35316) Monella | 11 de enero de 1997         | [3]                         |
| (35334) Yarkovsky | 31 de marzo de 1997         | [2]                         |
| (39653) 1995 UC | 17 de octubre de 1995       | [5]                         |
| (43956) 1997 CD7 | 31 de marzo de 1997         | [2]                         |
| (43957) 1997 CL13 | 7 de febrero de 1997        | [2]                         |
| (43993) Mariola | 26 de julio de 1997         | [1]                         |
| (46691) 1997 BK3 | 30 de enero de 1997         | [6]                         |
| (48640) 1995 UD | 17 de octubre de 1995       | [5]                         |
| (48643) Allen-Beach | 20 de octubre de 1995       | [2]                         |
| (55810) 1994 TC | 4 de octubre de 1994        | [5]                         |
| (59087) 1998 VT33 | 15 de noviembre de 1998     | [2]                         |
| (69573) 1998 BQ26 | 28 de enero de 1998         | [1]                         |
| (69961) Millosevich | 15 de noviembre de 1998     | [2]                         |
| (96583) 1998 VG34 | 15 de noviembre de 1998     | [2]                         |
| Codescubridores: [1] = con Augusto Testa [2] = con Francesco Manca [3] = con Marco Cavagna [4] = con Paolo Chiavenna [5] = con Pierangelo Ghezzi [6] = con Valter Giuliani |                             |                             |

Piero Sicoli (1954 -) es un astrónomo italiano vinculado al Observatorio Astronómico de Sormano, en Italia, que ha descubierto o co-descubierto un buen número de asteroides, entre ellos (8208) Volta, y muchos otros. En particular, el asteroide (7866) Sicoli lleva su nombre.

## Biografía
Piero Sicoli es un destacado astrónomo italiano que trabaja en el Observatorio Astronómico de Sormano como responsable-coordinador del programa de Objetos Próximos a la Tierra o Near-Earth Asteroids (NEAs). El foco de su trabajo está en el examen y el rastreo de cuerpos menores del Sistema Solar.
Sin duda Piero Sicoli es un descubridor prolífico de asteroides, y algunas de sus conclusiones y observaciones pueden ser consultadas en el sitio digital que se referencia:

## Eponimia
- En particular, debe destacarse que un objeto menor, el asteroide (7866) Sicoli, lleva su nombre.[8]